# Something
«Something» (укр. Щось) — пісня гурту The Beatles, яка вийшла на альбомі Abbey Road (1969) i пізніше на синглі «Something / Come Together». Це перша пісня написана Джорджем Гаррісоном, що потрапила на першу сторону синглу (У США обидві пісні вийшли на першій стороні сорокоп'ятки; на британському виданні «Come Together» помістили на другу сторону). Це його єдина пісня, яка очолила американський хіт-парад під час існування The Beatles.

## Історія створення
Розповсюджена думка, що ця любовна балада присвячена тодішній дружині Гаррісона, Патті Бойд, однак сам автор сказав, що джерелом натхнення на створення пісні був Рей Чарльз. Перший рядок пісні, Something in the way she moves, взято з пісні Джеймса Тейлора.
Гаррісон склав пісню під час запису альбому The Beatles (1968), але відкладав запис пісні протягом пів року, вважаючи її «занадто простою». Він почав серйозно працювати над нею під час сесій звукозапису Abbey Road. Одна з первісних версій тривала 8 хвилин, і її середня частина відрізнялася від тієї, що ввійшла в остаточну версію. В іншому дублі партію соло-гітари виконав Ерік Клептон. Загалом було записано приблизно 40 дублів пісні.
«Something» високо оцінили як критики, так і головні композитори-піснярі гурту, Джон Леннон і Пол Маккартні. Її часто називають однією з найкращих пісень Гаррісона й The Beatles.
Пісня посіла перше місце у хіт-параді Billboard і потрапила у першу десятку у Великій Британії.
Пісня виконувалася численними музикантами, серед яких Елвіс Преслі, Френк Сінатра, Рей Чарльз, Міна Маззіні, Роміна Павер, Хуліо Іглесіас, Джо Кокер, Смокі Робінсон, Сара Воган, Helloween, The Shadows. З усіх пісень гурту «Something» поступається лише «Yesterday» за кількістю кавер-версій.
- Аудіо-приклад пісні у форматі ogg (18 сек)

## Учасники запису
- Джордж Гаррісон — спів, соло- і ритм-гітара.
- Пол Маккартні — бас-гітара, бек-вокал.
- Джон Леннон — фортепіано
- Рінго Старр — ударні
- Біллі Престон — орган Хаммонда
- Джордж Мартін — аранжування струнних інструментів.